# Comtat de Creixell
El comtat de Creixell és un títol nobiliari concedit el 1691 al noble Ramon de Sagarriga i de la Puente, senyor de Creixell. La seva denominació fa referència a la localitat de Creixell, al municipi de Borrassà (Alt Empordà).
La família Sagarriga provenia de Sant Feliu de la Garriga (Viladamat, Alt Empordà) i eren senyors de Creixell des de 1392 quan Francesc Sagarriga va comprar aquest senyoriu al rei Joan I.
El net de Ramon de Sagarriga i de la Puente, i tercer comte, fou l'erudit Joan de Sagarriga i de Reard. El títol passà a la família Borràs, de València, i als Cebrián. L'actual titular és Vicente Cebrián-Sagarriga y Suárez-Llanos (Madrid, 1970).

## Comtes de Creixell
|                       | Titular                                  | Període               |
| Creació per Carles II | Creació per Carles II                    | Creació per Carles II |
| --------------------- | ---------------------------------------- | --------------------- |
| I                     | Ramon de Sagarriga i de la Puente        | 1691-                 |
| II                    | Francesc de Sagarriga i Vera             |                       |
| III                   | Joan Sagarriga i de Reard                | -1768                 |
| IV                    | Francesc Ramon Sagarriga i Queralt       | 1768-1813             |
| V                     | X Sagarriga i Bellveí                    |                       |
| VI                    | Marià Sagarriga (òlim Borràs) i Mezquita | -1866                 |
| VII                   | Marià Sagarriga i Pasqual                | 1866-1893             |
| VIII                  | Vicente Sagarriga y Martínez de Pisón    | 1893-1935             |
| IX                    | Julia Sagarriga Becerra                  | 1935-1967             |
| X                     | Vicente Cebrián Sagarriga                | 1967-1996             |
| XI                    | Vicente Cebrián-Sagarriga Súarez-Llanos  | 1996-actual titular   |